# Circunvalación

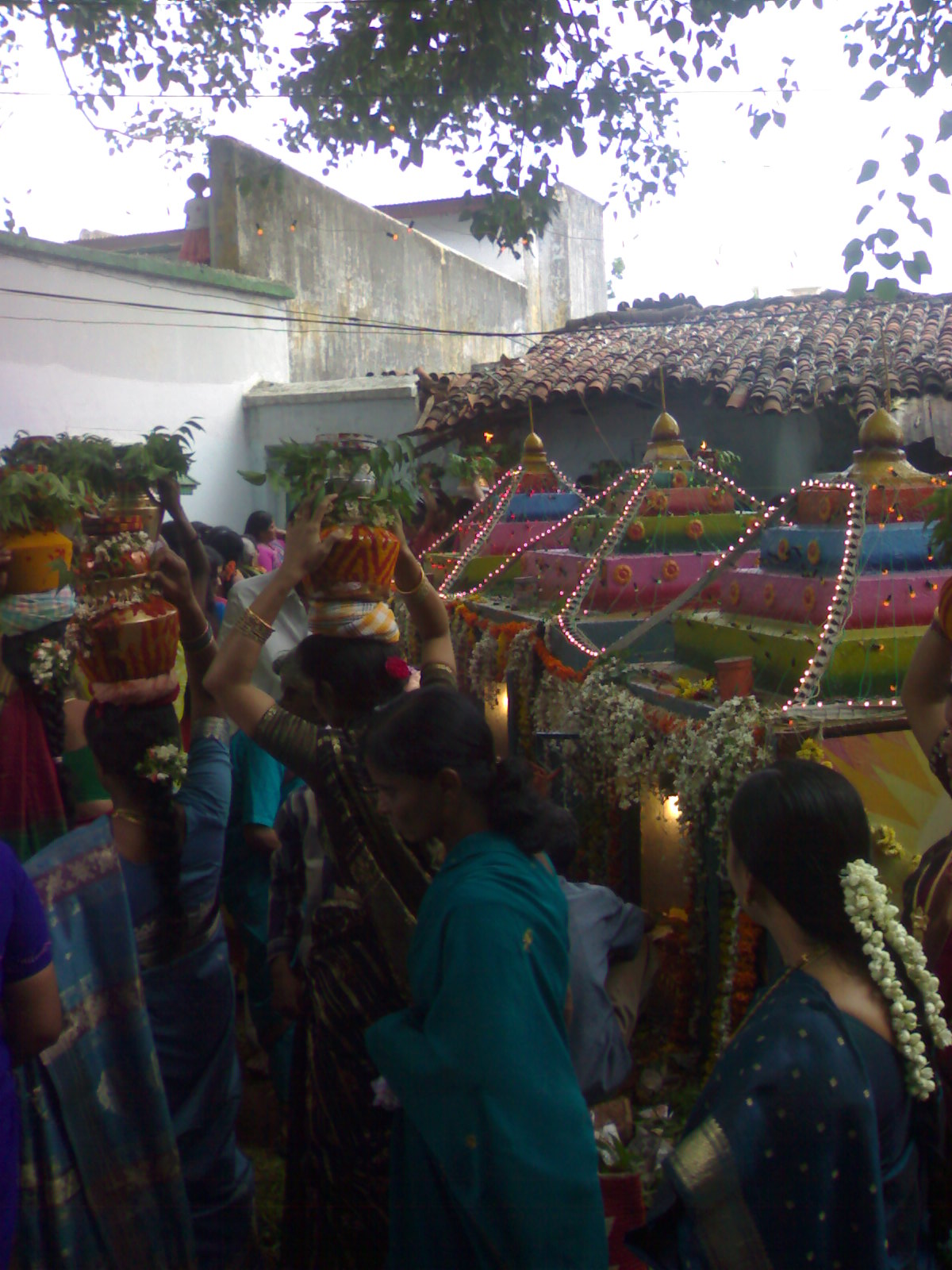
Mujeres haciendo parikramas (circunvalaciones) al rededor de un templo.

La circunvalación es el acto de caminar alrededor de algo. Es un ritual que forma parte de las prácticas de numerosas religiones y creencias.

## En el islam
Tawaf, la circunvalación, designa a las siete vueltas alrededor de la Kaaba efectuadas por los musulmanes en peregrinación a la ciudad de La Meca. Es un ritual obligatorio en el hajj y es opcional en la peregrinación menor del Umrah. 
Según la Arab Gateway: «Los rituales mínimos que deben realizar todos los peregrinos son: llevar el ihram, acudir al Monte Arafat y la segunda circunvalación a la Kaaba. El resto puede omitirse a cambio del pago de kaffarah» (expiaciones).

## En el budismo
En sánscrito, pradáksina significa dar una vuelta alrededor de una deidad Buda, de una figura que lo representa, de un estupa, de un templo o de un lugar de peregrinación.
Generalmente se trata de girar en el sentido de las agujas del reloj, si bien la religión tibetana Bön (o Bonpo) preconiza el sentido inverso.
La circunvalación es practicada también en el hinduismo, donde son circunvalados templos o imágenes de los dioses.

## En otras religiones
En el politeísmo celta y el catolicismo irlandés, la circunvalación de lugares de peregrinación celta o de otros lugares sagrados son parte de algunas prácticas devocionales y rituales de sanación e incluso se realizan con propósitos benéficos.

## Usos no religiosos
La circunvalación es parte primordial de los rituales de inicio de las sesiones de las logias masónicas.
(Ejemplo).